# Maíla Machado
Maíla Paula Machado (* 22. Januar 1981 in Limeira) ist eine ehemalige brasilianische Hürdenläuferin, die sich auf die 100-Meter-Distanz spezialisiert hat und über diese Distanz 2005 und 2006 Südamerikameisterin wurde.

## Sportliche Laufbahn
Erste internationale Erfahrungen sammelte Maíla Machado vermutlich im Jahr 1998, als sie bei den Juniorensüdamerikameisterschaften in Córdoba in 14,57 s die Bronzemedaille über 100 m Hürden gewann. Im Jahr darauf gewann sie bei den Panamerikanischen Juniorenmeisterschaften in Tampa in 13,92 s die Bronzemedaille, ehe sie bei den Leichtathletik-Juniorensüdamerikameisterschaften in Concepción in 13,85 s die Goldmedaille gewann. 2000 gewann sie bei den Ibero-Amerikanischen Meisterschaften in Rio de Janeiro in 13,25 s die Silbermedaille hinter der Kubanerin Yahumara Neyra und anschließend belegte sie bei den Juniorenweltmeisterschaften in Santiago de Chile in 13,50 s den achten Platz, ehe sie bei den Juniorensüdamerikameisterschaften in São Leopoldo in 14,00 s erneut die Goldmedaille gewann. Im Jahr darauf gewann sie bei den Südamerikameisterschaften in Manaus in 13,18 s die Silbermedaille hinter ihrer Landsfrau Maurren Higa Maggi und anschließend belegte sie bei der Sommer-Universiade in Peking in 13,38 s den siebten Platz im Hürdensprint und gewann mit der brasilianischen 4-mal-100-Meter-Staffel in 44,13 s die Silbermedaille hinter dem chinesischen Team. 2002 siegte sie in 13,15 s bei den Ibero-Amerikanischen Meisterschaften in Guatemala-Stadt und im Jahr darauf schied sie bei den Hallenweltmeisterschaften in Birmingham mit 8,29 s in der ersten Runde im 60-Meter-Hürdenlauf aus. Zudem gewann sie bei den Südamerikameisterschaften in Barquisimeto in 13,63 s die Silbermedaille hinter ihrer Landsfrau Gilvaneide de Oliveira, ehe sie bei den Panamerikanischen Spielen in Santo Domingo mit 13,17 s den Finaleinzug verpasste. Daraufhin schied sie bei den Weltmeisterschaften in Paris mit 13,34 s im Halbfinale aus. 2004 gewann sie bei den Ibero-Amerikanischen Meisterschaften in Huelva in 13,42 s die Silbermedaille hinter der Spanierin Aliuska López, ehe sie bei den Olympischen Sommerspielen in Athen mit 13,35 s in der ersten Runde ausschied.
2005 siegte sie in 13,18 s über 100 m Hürden bei den Südamerikameisterschaften in Cali, ehe sie bei den Weltmeisterschaften in Helsinki mit 13,21 s nicht über den Vorlauf hinauskam. Im Jahr darauf schied sie bei den Hallenweltmeisterschaften in Moskau mit 8,08 s in der Vorrunde über 60 m Hürden aus und im Mai siegte sie bei den Ibero-Amerikanischen Meisterschaften in Ponce in 13,02 s im Hürdensprint sowie in 44,49 s auch in der 4-mal-100-Meter-Staffel. Daraufhin verteidigte sie bei den Südamerikameisterschaften in Tunja in 13,28 s ihren Titel. 2008 schied sie bei den Olympischen Sommerspielen in Peking mit 13,45 s in der ersten Runde aus und 2010 verpasste sie bei den Ibero-Amerikanischen Meisterschaften in San Fernando mit 13,74 s den Finaleinzug. Im Jahr darauf gewann sie bei den Südamerikameisterschaften in Buenos Aires in 13,22 s die Silbermedaille hinter der Kolumbianerin Brigitte Merlano, ehe sie bei den Panamerikanischen Spielen in Guadalajara in 13,14 s den fünften Platz belegte. Auch bei den Ibero-Amerikanischen Meisterschaften 2012 in Barquisimeto gelangte sie mit 13,47 s auf den fünften Platz und 2016 gewann sie bei den Ibero-Amerikanischen Meisterschaften in Rio de Janeiro in 12,99 s die Silbermedaille hinter ihrer Landsfrau Fabiana Moraes, ehe sie bei den Olympischen Sommerspielen ebendort mit 13,09 s nicht über den Vorlauf hinauskam. 2017 bestritt sie ihren letzten offiziellen Wettkampf und beendete daraufhin ihre aktive sportliche Karriere im Alter von 36 Jahren.
In den Jahren 2001 und 2002, von 2004 bis 2006 sowie 2008, 2012 und 2016 wurde Machado brasilianische Meisterin im 100-Meter-Hürdenlauf.

## Persönliche Bestzeiten
- 100 m Hürden: 12,86 s (+0,2 m/s), 17. April 2004 in Ibirapuera
  - 60 m Hürden (Halle): 8,08 s, 11. März 2006 in Moskau (brasilianischer Rekord)